# 参宿增廿
獵戶座66，又名BD+04 1116，HD 41380、SAO 113430、HR 2145，是獵戶座的一颗恒星，视星等为5.63，位于銀經203.85，銀緯-8.38，其B1900.0坐标为赤經5h 59m 41.3s，赤緯+4° -8.38′ 52″。